# Lambert Friedrich Corfey

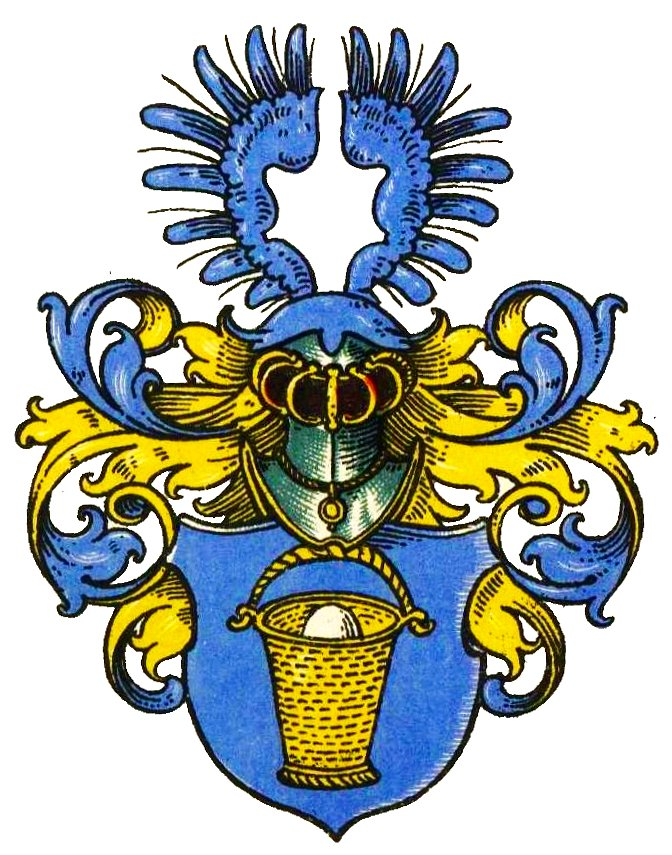
Wappen derer von Corfey

Lambert Friedrich von Corfey (* 11. Oktober 1668 in Warendorf; † 18. Februar 1733 in Münster, Westfalen) war ein deutscher Architekt und Militäringenieur.

## Leben
Lambert Friedrich Corfey war der Sohn des Brigadiers gleichen Namens Lambert Friedrich Corfey. Der Vater war Generalmajor in kurkölner und stiftmünsterschen Diensten. Bei der Belagerung von Belgrad 1688 war er Chef der Artillerie und trug als solcher entscheidend zur Eroberung der Stadt bei. Als Geometer und Baumeister erwarb er sich weitere Verdienste. So war er, vielfach kritisiert, für den Bau des Max-Clemens-Kanals verantwortlich.
Zwischen 1698 und 1700 machte Corfey gemeinsam mit seinem Bruder Christian Heinrich Corfey eine Kavalierstour durch Frankreich und Italien (mit einem Abstecher nach Malta), die er ausführlich in seinen Reiseaufzeichnungen beschrieb. In Paris besichtigte er die unter der Regierung von Ludwig XIV. entstandenen Bauprojekte und vor allem das Schloss Versailles. In Italien, das er per Schiff über Marseille und Genua erreichte, besuchte er vor allem Pisa und Florenz und hielt sich sechs Monate in Rom auf. Anschließend reiste er über Neapel nach Sizilien und Malta. Der Rückweg führte ihn über Bologna, Venedig, München, Wien und Straßburg.
Wie sein Bruder, der ihm 1734 im Rang eines Generalmajors nachfolgte, blieb Corfey unvermählt. Das Adelsprädikat „von“ wurde Lambert Friedrich Corfey als General zugelegt, obwohl keine formelle Adelserhebung stattfand.

## Bauwerke

Lambert Friedrich Corfey: Dessin in Holtz gemacht For ihro Chorf[ürstliche] Dorchl[aucht] von Hannover

Als eigenständiger Architekt trat Corfey weniger in Erscheinung, sondern meist in Verbindung mit Bauprojekten des Gottfried Laurenz Pictorius, zu dessen Planungen er oft Konkurrenzentwürfe vorlegte, so für Haus Steinfurt, Haus Lütkenbeck, Schloss Rheder, Haus Venne, Schloss Senden, Haus Stapel, die Kettelersche Kurie in Münster sowie einer Gutsanlage in Rödinghausen. In seinem (nicht verwirklichten) Vorprojekt für Schloss Nordkirchen zitierte er Motive des Pariser Louvre. Eine ungewöhnliche Planung stellt die nicht verwirklichte Anlage eines Landsitzes für den Kurfürsten Georg Wilhelm von Hannover in Herrenhausen dar, das auf das Vorbild der Villa Rotonda sowie der Villa Trissiono, beide von Andrea Palladio, zurückgreift, sowie Schloss Marly-le-Roi von Jules Hardouin-Mansart, das Corfey nachweislich 1698 besucht hat. Das bedeutendste Bauwerk des Lambert Friedrich von Corfey ist die 1708 bis 1725 ausgeführte Dominikanerkirche in Münster, in der er das Vorbild der Kirche der Sorbonne, errichtet 1635 von Jacques Lemercier, verarbeitete.
In allen seinen Projekten zeigt Corfey durch die Verwendung einfacher klassischer Bauformen und eines sehr flachen Wandreliefs seine Zugehörigkeit zum Barock-Klassizismus Nordwesteuropas, wobei die französische Komponente deutlich hervortritt. In dieser Hinsicht unterscheidet sich sein Werk deutlich von dem seines Nachfolgers Johann Conrad Schlaun, der sich stärker am römischen Barock orientierte.

## Schriften
- Reisetagebuch 1698–1700. Herausgegeben von Helmut Lahrkamp (= Quellen und Forschungen zur Geschichte der Stadt Münster, Neue Folge, Bd. 9). Münster 1977, ISBN 3-402-05534-1.

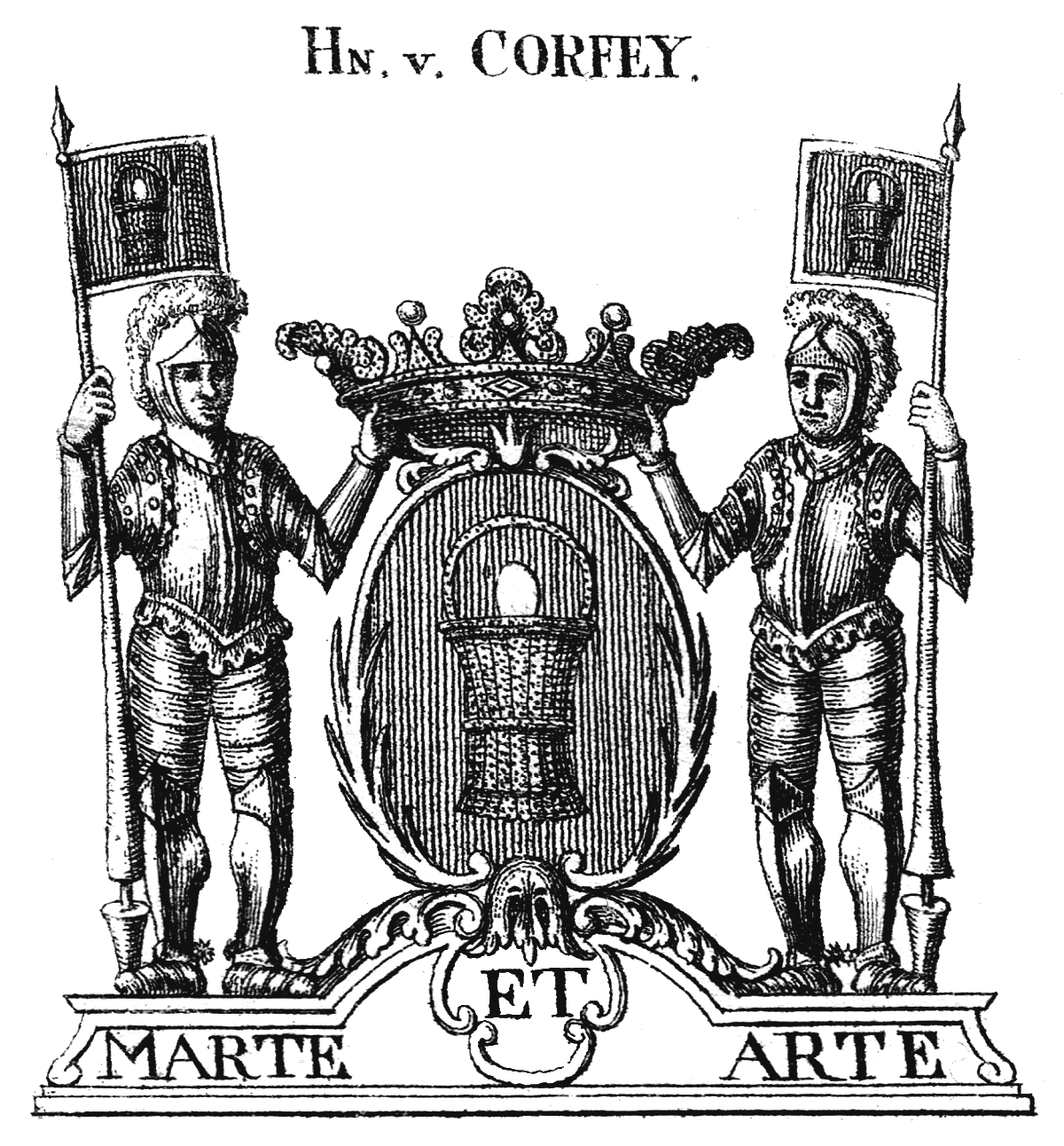
Wappen der Herren von Corfey mit Schildhaltern und Wahlspruch

## Wappen
Blasonierung: In Blau ein langer, goldener Henkelkorb, darin in silbernes Ei. Auf dem Helm ein offener, blauer Flug. Die Helmdecken sind blau-golden. Es handelt sich hier um ein redendes Wappen: Korb-Ei.